# Henri Boutet
Henri Boutet, né le 25 mai 1851 à Sainte-Hermine et mort le 9 juin 1919 à Paris, est un dessinateur et graveur français, surnommé le « petit maître du corset » ou le « peintre de la midinette ».

## Biographie
Le père d'Henri Boutet était orfèvre et son grand-père, aubergiste à Sainte-Hermine. 
Il dirige aux côtés d'Henri Second la revue L'Art moderne (1882-1883) qui comprend des gravures. En 1883, il réalise un dessin, intitulé S'il allait parler ?... Chut !, pour illustrer la pièce, Le Rêve d'un Viveur, de Jean-Louis Dubut de Laforest, il est publié dans le recueil de la pièce.
Boutet se spécialise au cours des années 1890 dans la production d'eaux-fortes et de pointes sèches représentant des femmes en déshabillé, dans le style de « la Parisienne » et connaît un petit succès auprès d'un public averti. Le tirage se fait en édition limitée. Sa réputation grandissant, Boutet lance sa propre maison d'édition et vend ses productions à des périodiques comme Le Frou-frou, L'Assiette au beurre, Le Pêle-Mêle, ou des publications artistiques telles que La Plume, L'Estampe originale, L'Estampe moderne ou bien encore la Collection des cent. Il illustre de nombreux almanachs (L'Année féminine), des calendriers, des menus.
Fin 1898, au cours du long conflit social et politique provoqué par l'affaire Dreyfus, Henri Boutet est l'un des signataires de la première déclaration de la Ligue de la patrie française, un manifeste modérément nationaliste et dépourvu de tout antisémitisme. La plupart des signataires ne s'engagent pas plus avant dans le mouvement antidreyfusard.
En 1899, il publie Autour d'elles - Le lever - Le coucher avec une préface d'Armand Silvestre. En 1902, sort Les Modes féminines du XIXe siècle, comprenant 100 pointes sèches colorées à la main montrant l'évolution du vêtement féminin entre 1801 et 1900.
Il participa au Salon des arts incohérents et au Salon des Cent.
En 1901, sa fille Jeanne épouse le peintre-graveur Paul Guignebault, qui avait été l'élève de Boutet et qui travaille ensuite à ses côtés.

## Œuvres

Eau-forte, Pointe sèche, Lithographie, Gravures de mode
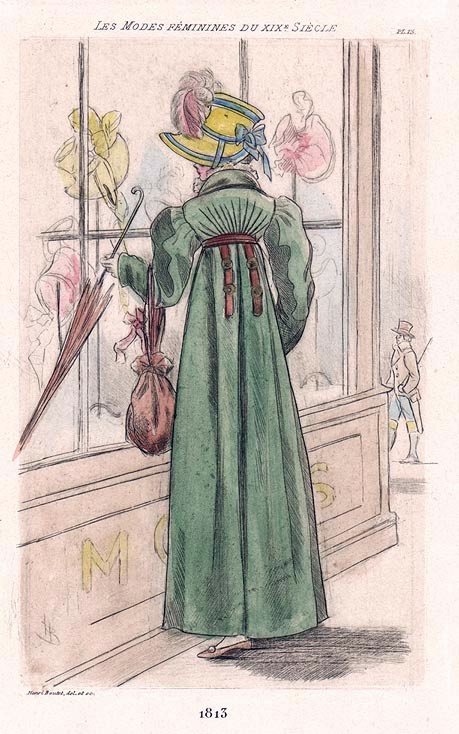
1813, "Les Modes Feminines du XIX Siecle", pointe sèche en couleur
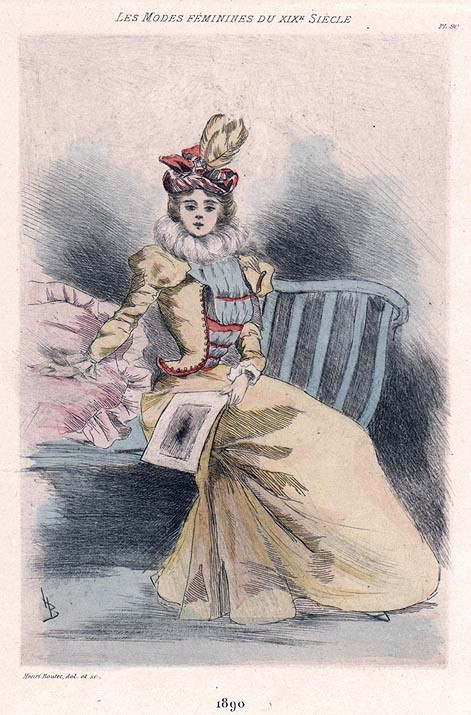
1890, "Les Modes Feminines du XIX Siecle",  pointe sèche et eau-forte en couleur
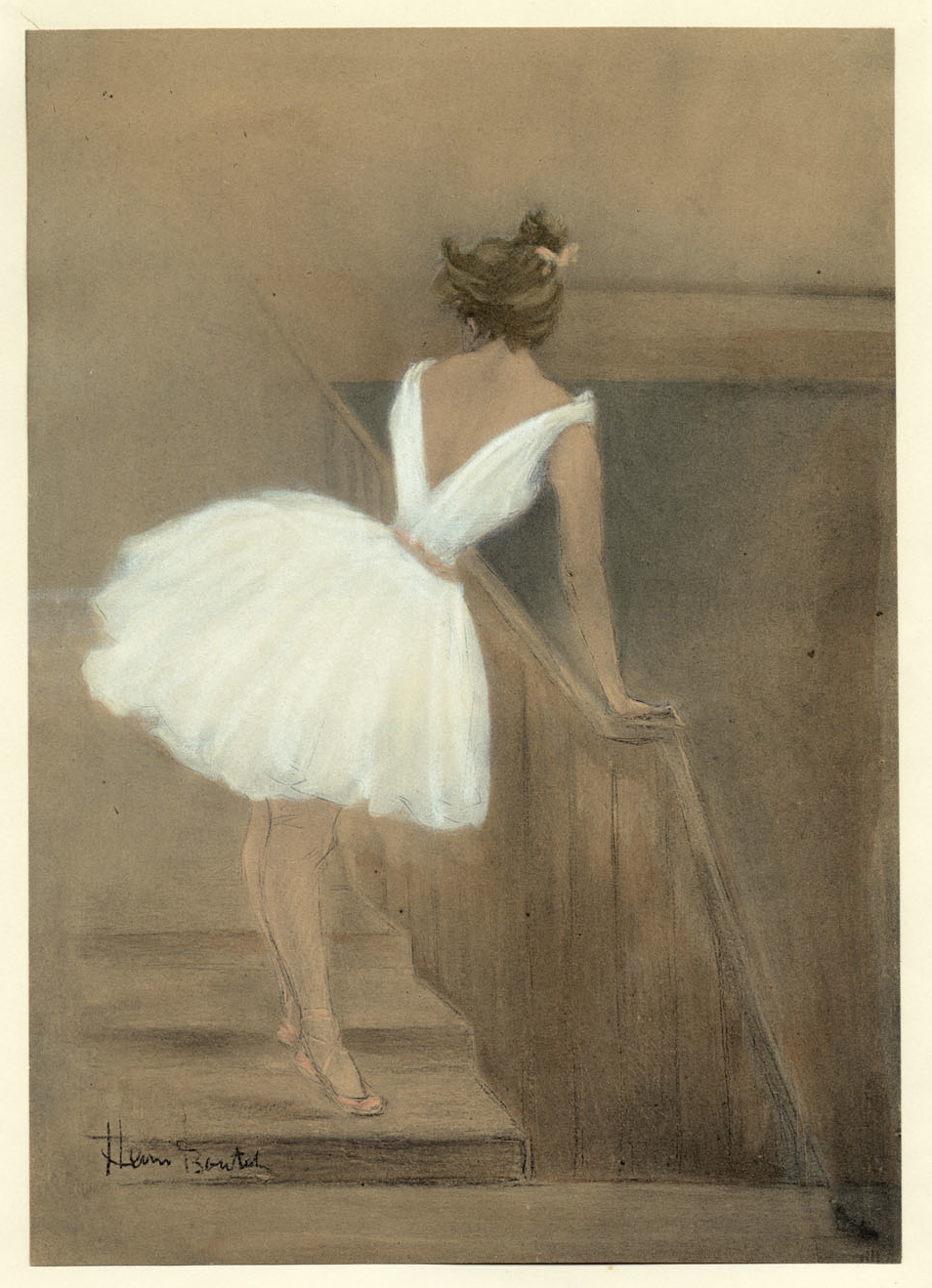
Dans les coulisses, Lithographie reproduite dans L'Estampe moderne, Paris 1897.
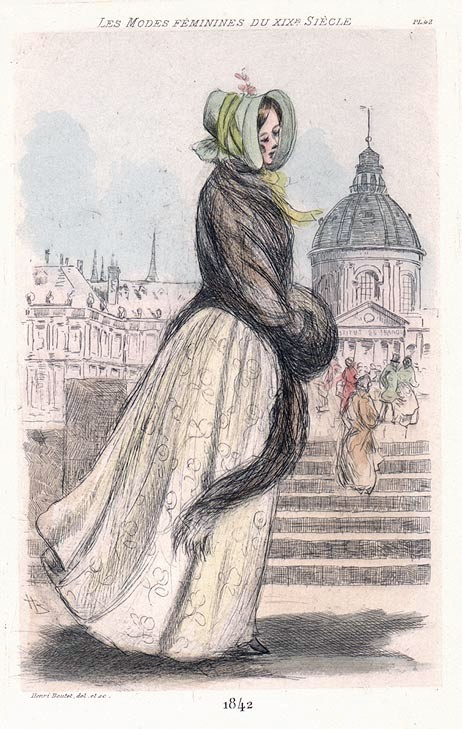
1842, "Les Modes Feminines du XIX Siecle", pointe sèche et eau-forte en couleur
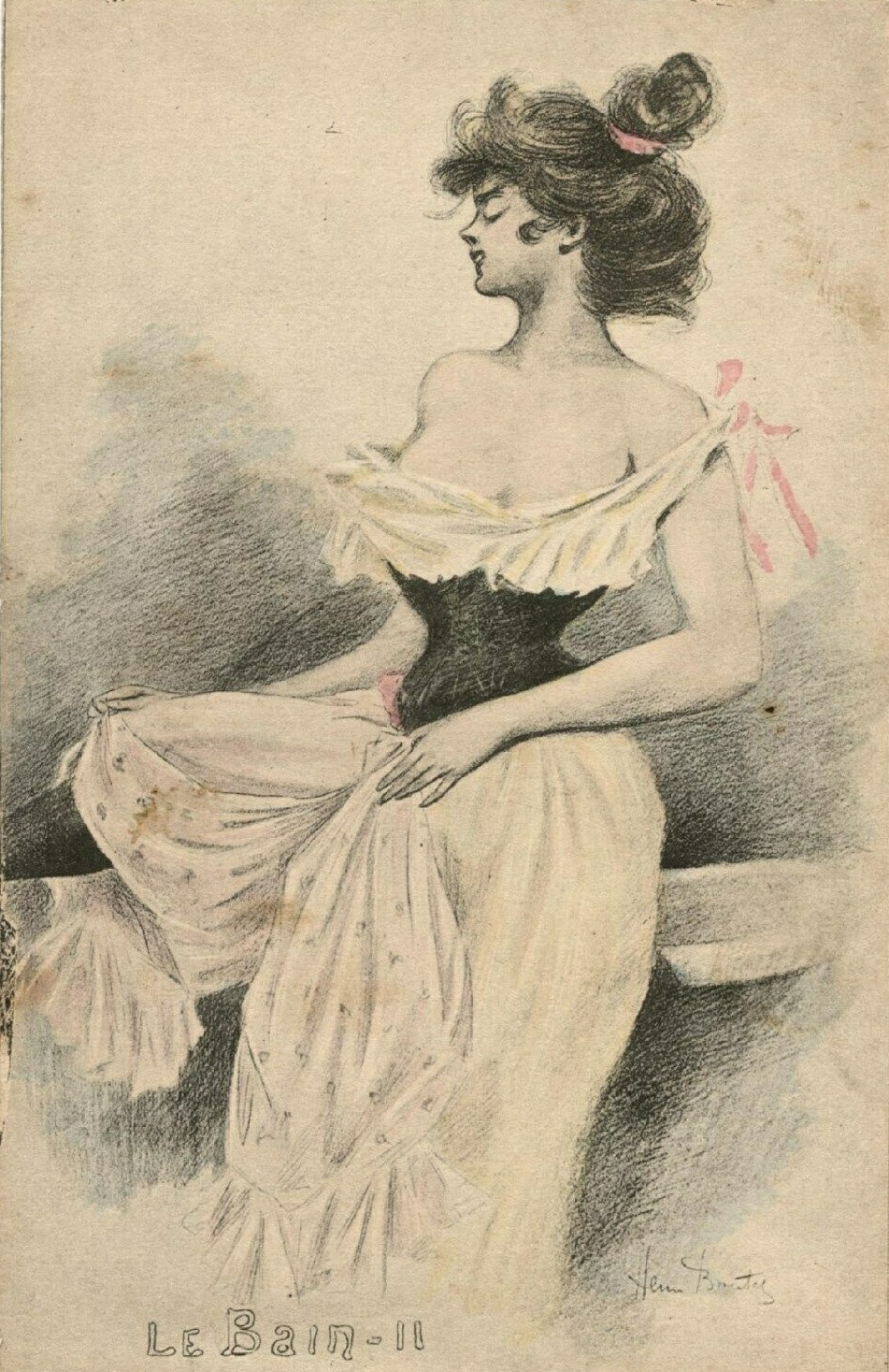
Le Bain 11 (série  "Autour d'Elles")
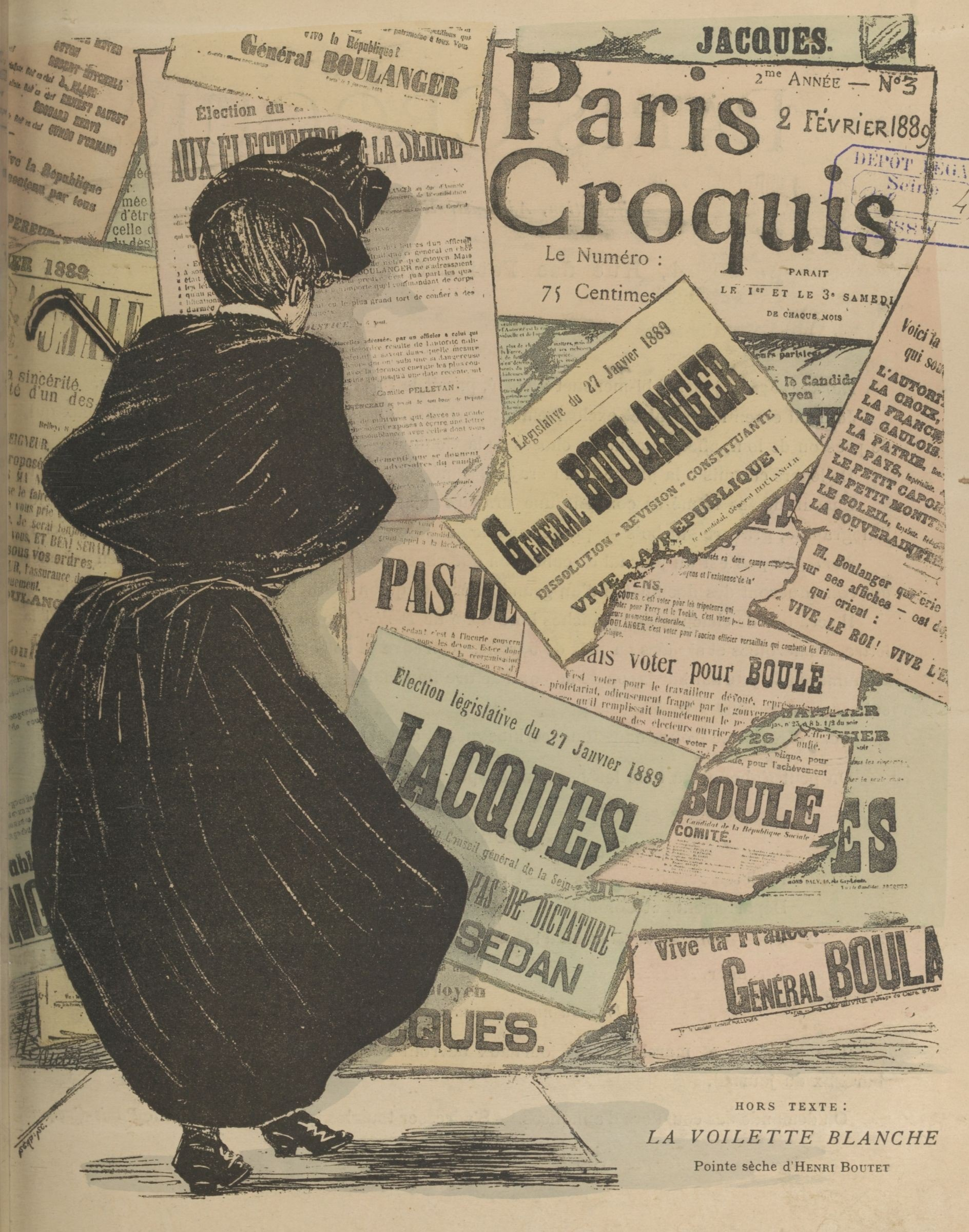
Couverture du Paris Croquis du 2 février 1889.
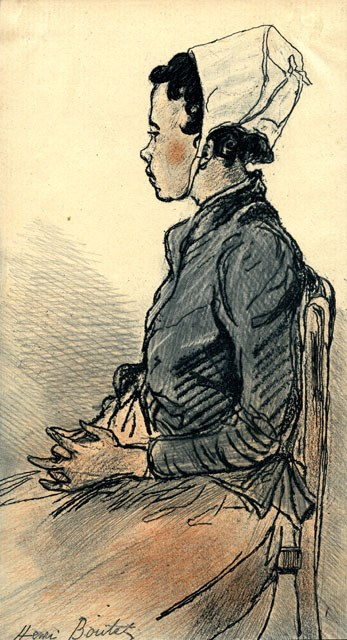
Cancalaise, 1906, eau-forte en couleur, Musée départemental Breton, Quimper.

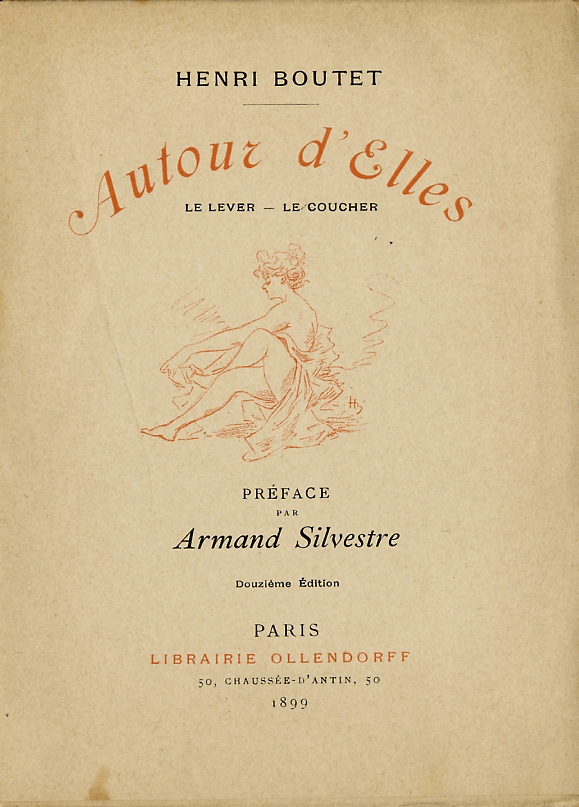
Henri Boutet : Autour d'elles, éditeur Ollendorff, Paris (1899).

## Autres ouvrages publiés
- Revue La Plume, numéro spécial Henri Boutet, 15 mai 1895.
- Boutet embêté par Courtry, préface de Léon Maillard, gravures de Boutet et Charles Courtry, Bibliothèque artistique et littéraire, 1896[5]
- Croquis originaux ayant servi à l'illustration des « Déshabillés au théâtre », Floury, 1896.
- Autour d'Elles, préface d'Armand Silvestre, Librairie Ollendorff, Paris, 1899.
- Pierre de La Mésangère, Les petits mémoires de Paris, six volumes illustrés par Boutet et Paul Guignebault, Dorbon l'aîné, 1908-1909.
- Impressions et croquis. Soixante lithographies originales rehaussées de pastel, 1912.
- Le petit café blanc, Librairie Barboteaux, 1913.
- L’Âme de Paris. Tableaux de la guerre de 1914, 1915.
- Le Cœur de Paris en 1915 : Tableaux de la guerre, 1916.
- Les fils de Washington en France, 215 lithographies, 1918.